# Battaglia di Baltimora
La battaglia di Baltimora è stato un conflitto armato di terra e mare combattuto nel 1814 a Baltimora tra le forze statunitensi e quelle inglesi durante la Guerra anglo-americana.
L'esito dello scontro arrise agli Americani, che respinsero l'attacco nemico e uccisero altresì il comandante britannico. La resistenza di fort McHenry durante i bombardamenti delle forze navali inglesi ispirò Francis Scott Key a comporre il poema intitolato "Defence of Fort McHenry", che in seguito diventerà il testo dell'inno statunitense "The Star-Spangled Banner".

## Prima della battaglia
Fino all'aprile del 1814, la Gran Bretagna era in guerra contro la Francia napoleonica, il che limitò le mire belliche britanniche in America. Nel frattempo, gli inglesi adottarono principalmente una strategia difensiva e respinsero le invasioni americane delle province dell'Alto e del Basso Canada. Gli americani ottennero il controllo navale del Lago Erie nel 1813 e conquistarono parti dell'Ontario occidentale. Nel Territorio del Mississippi, in un'area nell'attuale Alabama centrale, il generale Andrew Jackson distrusse la forza militare della nazione Creek nella battaglia di Horseshoe Bend nel 1814.
Sebbene la Gran Bretagna non fosse disposta a ritirare le sue forze militari dalla guerra con la Francia, godeva comunque di una superiorità navale sull'oceano, e le navi della North America and West Indies Squadron, di stanza alle Bermuda, bloccarono i porti americani sull'Atlantico per tutta la durata della guerra, strangolando l'economia americana. Inizialmente, i porti nord-orientali furono risparmiati da questo blocco poiché l'opinione pubblica di New York e del New England era contraria alla guerra. La Royal Navy e i Royal Marines occuparono anche le isole costiere americane e sbarcarono forze militari per incursioni lungo la costa, in particolare intorno alla baia di Chesapeake, incoraggiando i neri schiavizzati a disertare verso la Corona e reclutandoli nel Corpo dei Marines Coloniali.
Dopo la sconfitta di Napoleone nella primavera del 1814, gli inglesi adottarono una strategia più aggressiva, volta a costringere gli Stati Uniti a negoziare una pace che ripristinasse lo status quo prebellico. Migliaia di soldati britannici esperti furono dispiegati nel Nord America britannico. La maggior parte si recò in Canada per rinforzare i difensori. L'esercito britannico, le milizie canadesi e i loro alleati delle Prime Nazioni respinsero gli invasori americani negli Stati Uniti. Senza il controllo navale dei Grandi Laghi, non furono in grado di ricevere rifornimenti, con conseguente insuccesso britannico nella conquista di Plattsburgh nella seconda battaglia del lago Champlain e il loro ritiro dal territorio statunitense.
Una brigata al comando del maggiore generale Robert Ross fu inviata all'inizio di luglio con diverse navi militari per unirsi alle forze già operative dalle Bermuda. Le forze combinate dovevano essere utilizzate per incursioni diversive lungo la costa atlantica, volte a costringere gli americani a ritirare le proprie truppe dal Canada. Alcuni storici sostengono che avessero ricevuto l'ordine di non effettuare operazioni prolungate e che fossero limitate a obiettivi sulla costa. Tuttavia, gli inglesi avevano lanciato tre importanti operazioni contro i tre maggiori porti americani: Baltimora, New York, attraverso il lago Champlain e il fiume Hudson, e New Orleans, dall'agosto del 1814 al febbraio del 1815. Ognuna di queste tre spedizioni contava oltre 10.000 soldati dell'esercito britannico, molti dei quali erano i migliori soldati e ufficiali della Guerra d'Indipendenza Spagnola, quindi non si trattava di semplici incursioni diversive di minore entità. La Gran Bretagna aveva già conquistato gran parte dell'odierno Maine e ristabilito la colonia della Corona di Nuova Irlanda nel settembre del 1814.
Un'ambiziosa incursione fu pianificata in seguito a una lettera inviata alle Bermuda il 2 giugno da Sir George Prévost, Governatore Generale del Canada, che invocava una rappresaglia in risposta alla "distruzione indiscriminata di proprietà private lungo le sponde settentrionali del Lago Erie" da parte delle forze americane al comando del colonnello John Campbell a maggio, la più nota delle quali fu l'incursione a Port Dover. Prévost sostenne che,

... in conseguenza della recente condotta vergognosa delle truppe americane nella distruzione indiscriminata di proprietà private sulle sponde settentrionali del Lago Erie, affinché, se la guerra con gli Stati Uniti dovesse continuare, voi poteste, se lo riteneste opportuno, contribuire a infliggere quella misura di ritorsione che dissuaderà il nemico dal ripetere simili oltraggi.

## Battaglia

### North Point
Gli inglesi sbarcarono una forza di 5.000 soldati che marciarono verso Baltimora e incontrarono una forte resistenza nella battaglia di North Point, combattuta il 12 settembre a circa 8 km dalla città. La difesa della città era sotto il comando generale del Maggior Generale Samuel Smith, un ufficiale della Milizia del Maryland. Egli inviò circa 3.000 uomini al comando del Generale John Stricker per affrontare gli inglesi in uno scontro frontale. Il Generale Stricker avrebbe dovuto rallentare la forza d'invasione britannica per ritardare l'avanzata britannica abbastanza a lungo da permettere al Maggior Generale Smith di completare le difese di Baltimora.

### Hampstead Hill
Il Bastione Rodgers, noto anche come Bastione Sheppard, situato su Hampstead Hill, ora parte di Patterson Park, era il fulcro di un terrapieno largo 3 miglia che si estendeva dal porto esterno di Canton a nord fino a Belair Road, scavato per difendere l'accesso orientale a Baltimora dagli inglesi. Il ridotto fu assemblato e comandato dal Commodoro della Marina statunitense John Rodgers, con il Generale Smith al comando dell'intera linea. All'alba del 13 settembre, il giorno dopo la Battaglia di North Point, circa 4.300 soldati britannici avanzarono verso nord lungo North Point Road, poi verso ovest lungo la Philadelphia Road (ora Maryland Route 7) verso Baltimora. Le truppe statunitensi furono costrette a ritirarsi sulla principale linea difensiva intorno alla città. Il comandante britannico, il Colonnello Arthur Brooke, stabilì il suo nuovo quartier generale presso la Sterret House a Surrey Farm, ora chiamata Armistead Gardens, circa due miglia a est-nordest di Hampstead Hill.

### Fort McHenry
A Fort McHenry, circa 1.000 soldati al comando del maggiore George Armistead attendevano il bombardamento navale britannico. La loro difesa fu rafforzata dall'affondamento di una linea di navi mercantili americane all'ingresso adiacente del porto di Baltimora, per ostacolare ulteriormente il passaggio delle navi britanniche.